# Reserva Natural de Cockscomb

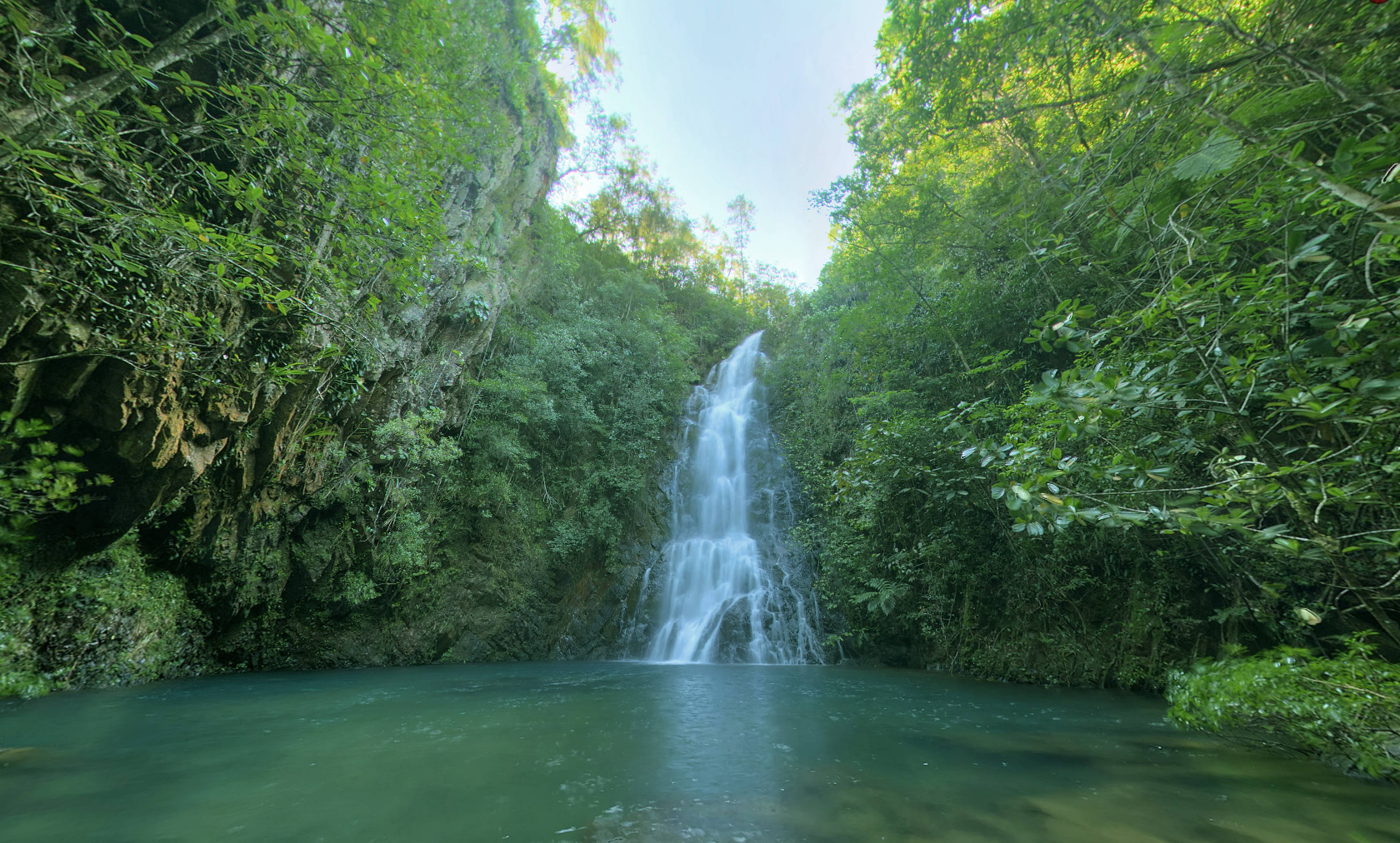
Cachoeira em um tributário do rio South Stan, Belize.

A Reserva Natural de Cockscomb é uma área protegida no distrito de Stann Creek no centro-sul de Belize. Foi designada para proteger florestas e a fauna de aproxidamente 400 km² a leste dos Montes Maias. Foi fundada em 1990 como o primeiro erfúgio para a onça-pintada e é considerada o primeiro lugar de preservação desta espécie.
O nome Cockscomb deriva da aparência da cordilheira Cockscomb, que parece a crista de um galo, que se situa na parte norte da reserva e é visível do Mar do Caribe. A antiga civilização Maia habitou a região, mas os europeus só chegaram a essa área em 1888.